# Ou Est Le Swimming Pool
Ou Est Le Swimming Pool (deutsch: Wo ist das Schwimmbecken) war eine britische Synthie-Pop-Band. 

## Geschichte
Die Band wurde 2009 im Londoner Stadtteil Camden von Charles Haddon, Joe Hutchinson und Caan Capan gegründet. Im selben Jahr gelang ihr mit der Debütsingle Dance the Way I Feel der Durchbruch. Sie erreichte die Top Ten der UK Indie Charts und die australischen ARIA Charts. Daraufhin wurden die drei Musiker als Support der Band La Roux auf eine Tournee durch Großbritannien eingeladen. Es folgten weitere Auftritte auf dem Bestival und dem Glastonbury Festival. 2010 erschienen zwei weitere Singles, das Debütalbum The Golden Years erschien am 3. Oktober 2010.
Am 20. August 2010 nahm sich Charles Haddon, der Sänger der Band, nach einem Auftritt beim Pukkelpop-Festival bei Hasselt (Belgien) das Leben. Er war im Backstagebereich einen 18 Meter hohen Funkmast hinaufgeklettert und stürzte sich in den Tod. Der Selbstmord resultierte aus einem Vorfall, bei dem der Sänger beim Versuch eines crowd surf ein junges Mädchen vermutlich schwer verletzte. Seine Verzweiflung darüber, dass das Mädchen eventuell irreparable Schäden behalten könnte, trieb ihn zu seinem Freitod.
Am 3. Oktober 2010 veranstalteten die zwei übrig gebliebenen Bandmitglieder in London ein Konzert zum Gedenken an Charles Haddon. Dabei traten unter anderem The Kooks und Mr. Hudson auf. Die £ 8,000 Erlös, die durch das Konzert eingespielt werden konnten, wurden gemeinnützigen Organisationen gespendet.

## Diskografie

### Singles
- 2009: Dance The Way I Feel
- 2010: These New Knights
- 2010: Jackson's Last Stand

### Alben
- 2010: The Golden Years